# Анатексис

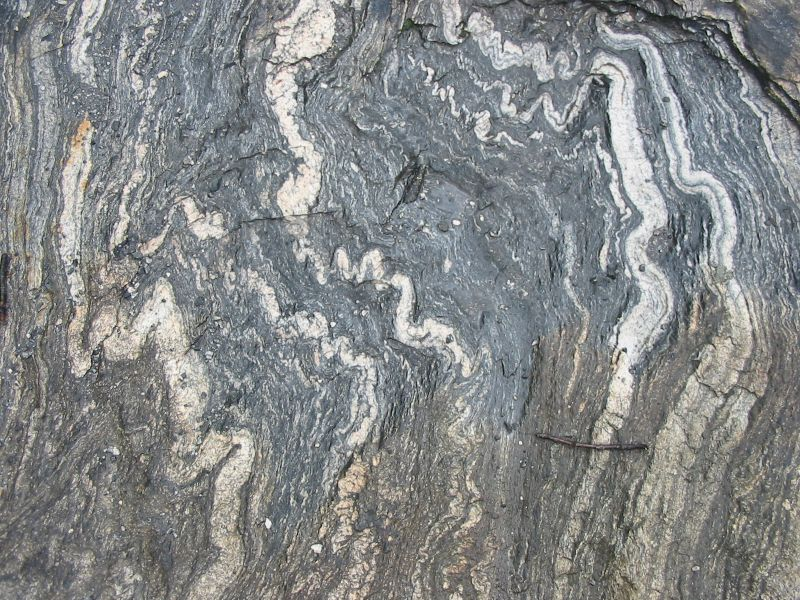
Анатексис відіграє провідну роль у формуванні мігматитів

Анате́ксис — процес часткового розплавлення гірських порід на місці залягання при їх зануренні на великі глибини і при регіональному та місцевому прогріванні (див. Метаморфізм).